# August Wilhelm von Hofmann
August Wilhelm von Hofmann (Gießen, 8 aprile 1818 – Berlino, 5 maggio 1892) è stato un chimico tedesco.

## Biografia
Hofmann è nato a Gießen, nel principato di Assia-Darmstadt. Studiò legge e filologia a Gottinga, passando poi nel campo delle scienze naturali e studiando chimica con Justus von Liebig all'Università di Gießen. Venne designato direttore della scuola di chimica pratica di Londra nel 1845, grazie soprattutto all'influenza del principe consorte; nonostante alcune esitazioni Hofmann, che fino ad allora lavorava come privatdozent a Bonn, accettò infine l'incarico apparentemente precario. Era stato infatti nominato docente straordinario a Bonn, con due anni di permesso d'assenza: questo gli consentiva di riprendere la carriera in Germania nel caso la nuova scuola a Londra non avesse successo. Successo che invece venne sufficientemente riscosso dall'istituto, grazie soprattutto all'impegno e alle energie di Hofmann, e molti tra i chimici che studiarono in quella scuola lasciarono importanti contributi nella storia della disciplina. Nel 1864 Hofmann tornò a Bonne l'anno seguente venne designato per succedere a Eilhard Mitscherlich presso la cattedra di chimica e la direzione dei laboratori all'Università di Berlino.
Gli studi di Hofmann coprono una vasta porzione della chimica organica. La sua prima ricerca, presso il laboratorio di Liebig a Giessen, fu sul catrame ottenuto dal carbone e sulle basi organiche della nafta, determinando la natura dell'anilina. Tale sostanza venne considerata da Hofmann il suo "primo amore", al quale fu fedele per tutta la vita. La sua intuizione dell'analogia tra anilina e ammoniaca portò alla sua famosa ricerca sulle ammine, composti di ammoniaca e fosfati organici affini, mentre la sua ricerca sulla fucsina diede avvio ad un lungo studio sui coloranti terminato solo nel 1887 con il rosso chinolina.
Alcune importanti reazioni prendono il suo nome, come la Degradazione di Hofmann e l'Eliminazione di Hofmann.

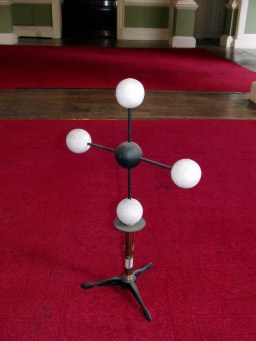
Modello del metano di Hofmann

Hofmann è stato anche il primo ad introdurre l'uso dei modelli molecolari nelle lezioni, intorno al 1860, seguendo l'idea del collega William Olding che il carbonio avesse valenza 4. Lo schema dei colori proposto da Hofmann per i modelli molecolari è ancora ampiamente utilizzato: nero per il carbonio, bianco per l'idrogeno, blu per l'azoto, rosso per l'ossigeno, verde per il cloro e giallo per lo zolfo. I modelli di Hofmann possono attualmente sembrare bizzarri, in quanto erano bidimensionali, con gli idrogeni più grandi degli stessi atomi di carbonio. Solo con Loschmidt, verso il 1861, si iniziarono ad apprezzare le differenze nei volumi atomici e, verso il 1874, van't Hoff e, indipendentemente, Le Bel ipotizzarono la tridimensionalità delle molecole organiche, portando allo sviluppo dei modelli molecolari moderni.
Fu William Henry Perkin, studente di Hofmann presso il Royal College of Chemistry di Londra, a scoprire la prima tintura di anilina, la porpora di anilina.
Hofmann morì nel 1892 e venne sepolto presso il Friedhof der Dorotheenstädtischen und Friedrichswerderschen Gemeinden di Berlino.

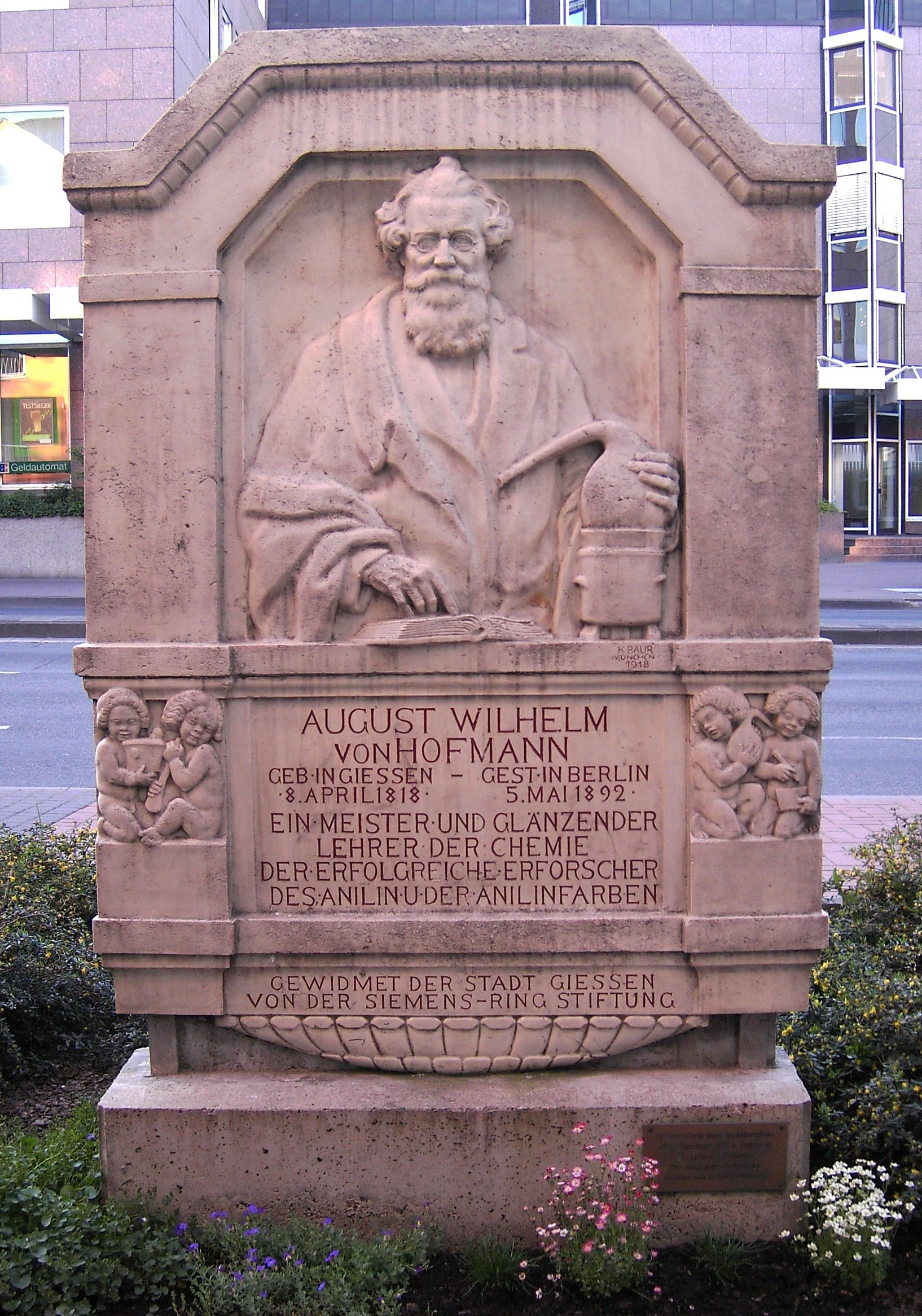
Monumento dedicato a Hofmann, collocato a Giessen

## Voltametro di Hofmann
Il voltametro di Hofmann è un apparecchio per l'elettrolisi dell'acqua inventato da Hofmann stesso.
Consiste in tre cilindri verticali, solitamente realizzati in vetro, due dei quali muniti di un elettrodo in basso e di un rubinetto nell'estremità superiore, collegati da un tubo in vetro orizzontale sul quale si collega anche il terzo tubo centrale, impiegato per caricare l'apparecchio con acqua, resa conduttrice grazie ad una piccola aggiunta di acido. Sottoponendo i due elettrodi ad una differenza di potenziale elettrico avvengono sugli stessi due semireazioni redox, con la formazione di idrogeno gassoso al catodo e ossigeno gassoso all'anodo, che vengono raccolti nei due tubi e prelevati tramite i rubinetti.